# Сепеши, Петр
Петр Сепеши (чеш. Petr Sepeši; 23 апреля 1960, Брезно, Чехословакия — 29 июля 1985, Франтишкови-Лазне) — чехословацкий поп-певец. Известен как участник дуэта с Иветой Бартошовой.

## Биография
Петр Сепеши родился 23 апреля 1960 года в чехословацком городе Брезно. С 1962 года жил в Аше.
Отец рано оставил семью, и мать Лидия растила Петра и его младшего брата Яна одна. Петр пел в детском хоре, ходил на фортепиано в школу народного творчества, играл на барабанах и бас-гитаре.
Обучался механике текстильных машин, затем работал на государственном предприятии «Тоста» в Аше. В это время серьёзно увлёкся музыкой и основал группу Apendix. В 1978 году подружился с восходящей звездой чехословацкой эстрады Петром Котвальдом.
С 1983 года начал выступать дуэтом с 17-летней певицей Иветой Бартошовой. Их связывали не только творческие, но затем в течение года и романтические отношения.
Погиб поздним вечером 29 июля 1985 года на железнодорожном переезде во Франтишковых Лазнях: машину Škoda 100, на которой певец ехал из Праги к своей матери в Аш, сбил поезд. Похоронен в Аше на городском кладбище.
Первый и единственный альбом дуэта Petr & Iveta, получивший название Knoflíky lásky, вышел уже после его смерти и разошёлся тиражом более 200 тысяч пластинок.
Через полгода после гибели Петра у Марии Ковалецкой, работавшей продавщицей в Котве, от него родился сын, названный Патриком.
После гибели Петра Ивета Бартошова прервала выступления на несколько месяцев. Спустя 29 лет, в 2014 году она покончила с собой, бросившись под поезд.

## Дискография
Совместные пластинки и диски с Иветой Бартошовой.
- Knoflíky lásky / Červenám — Supraphon, SP (номер альбома 1143 2919) (подзаголовок: из телепрограммы «Знакомство в центре внимания»)
- 1984 — My to zvládnem / Snad jednou najdu průvodce — Supraphon, SP (номер альбома 1143 2951)
- 1985 — Medové dny / Tak málo si mě všímáš — Supraphon, SP (1143 3019)
- 1985 — Blázni tenisoví / S dovolením — Supraphon, SP (1143 3039)
- 1985 — Knoflíky lásky (duety s Ivetou Bartošovou) — Supraphon, LP
- 1998 — Knoflíky lásky — Bonton Music, CD (переиздание + 7 бонусов)
- 2007 — Knoflíky lásky — Supraphon, CD (переиздание)

Ивета Бартошова и Петр Сепеши, 1985 год

## Песни
- Не случайно (Ani náhodou) — дуэт с Иветой Бартошовой (Петр Ханниг / Вацлав Хонс)
- Теннисные безумцы (Blázni tenisoví) — дуэт с Иветой Бартошовой (Павел Вацулик / Вацлав Хонс)
- Я краснею (Červenám) — дуэт с Иветой Бартошовой (Павел Вацулик / Ян Кроута)
- День такой, каким должен быть (Den je jak má být) — дуэт с Иветой Бартошовой (Станислав Хмелик / Вацлав Хонс)
- Я сразу это знал (Já to tušil hned) — (Павел Вацулик / Мирослав Черны)
- Пуговицы любви (Knoflíky lásky) — дуэт с Иветой Бартошовой (Павел Вацулик / Ян Кроута)
- Медовые дни (Medové dny) — дуэт с Иветой Бартошовой (Карел Свобода / Зденек Ритирж)
- Мы c этим справимся (My to zvládnem) — дуэт с Иветой Бартошовой (Павел Вацулик / Мирослав Черны)
- Что-то для чего-то (Něco za něco) — дуэт с Иветой Бартошовой (Петр Ханниг / Ярослав Махек)
- Позвольте (S dovolením) — дуэт с Иветой Бартошовой (Станислав Хмелик / Мирослав Черны)
- Надеюсь, у нас получится (Snad nám to vyjde) — дуэт с Иветой Бартошовой (Феликс Словачек / Мирослав Черны)
- Ты так мало меня замечаешь (Tak málo si mě všímáš) — дуэт с Иветой Бартошовой (Павел Вацулик / Зденек Ритирж)
- Чудо может случиться (Zázrak se může stat) — дуэт с Иветой Бартошовой (Петр Ханниг / Вацлав Хонс)
- Завтра я перезвоню (Zítra zavolám zase) — дуэт с Иветой Бартошовой (Станислав Хмелик / Михаил Букович)